# Cerkiew św. Paraskiewy w Kwiatoniu (prawosławna)
Cerkiew pod wezwaniem św. Paraskiewy – prawosławna cerkiew filialna w Kwiatoniu. Należy do parafii Opieki Matki Bożej w Hańczowej, w dekanacie Krynica diecezji przemysko-gorlickiej Polskiego Autokefalicznego Kościoła Prawosławnego.
Świątynia znajduje się przy drodze do Uścia Gorlickiego, w bezpośrednim sąsiedztwie cerkwi greckokatolickiej (obecnie użytkowanej zarówno przez rzymskich katolików, jak i grekokatolików).
Cerkiew prawosławną pod wezwaniem św. Paraskiewy Serbskiej wybudowano w 1933, rok po konwersji całej ludności Kwiatonia na prawosławie (tzw. schizma tylawska). Świątynia służyła wiernym aż do 1947, kiedy to po wysiedleniu wsi w ramach akcji „Wisła” urządzono w cerkwi magazyn. Mimo powrotów części rodzin (które rozpoczęły się już w 1956), dopiero w 1988 – kiedy obchodzono 1000-lecie chrztu Rusi – udało się prawosławnym odzyskać świątynię, odremontować i przygotować do odprawiania nabożeństw. Ponowna konsekracja miała miejsce w 1989. Od tego czasu cerkiew podlega parafii w Hańczowej.

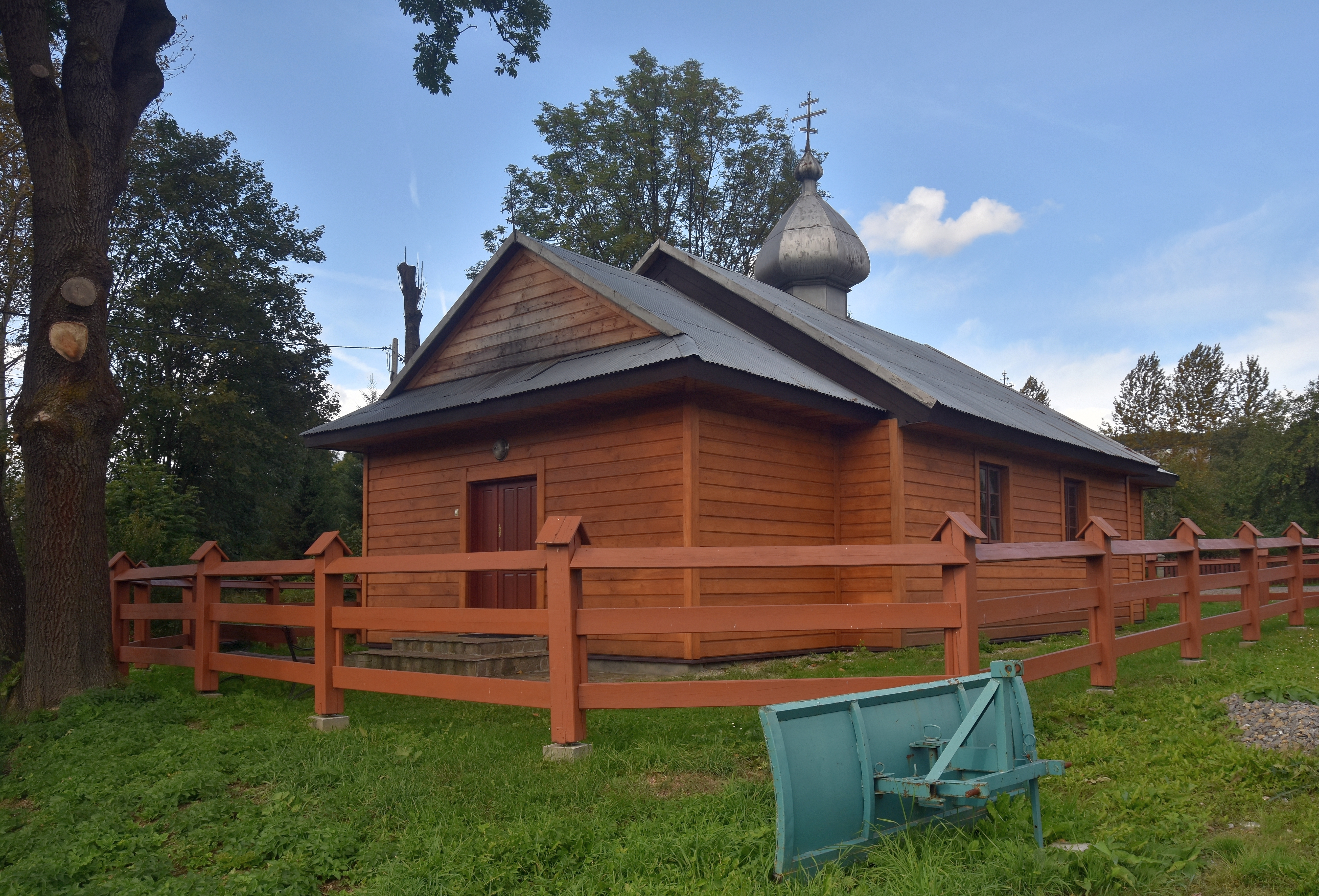
Elewacja frontowa
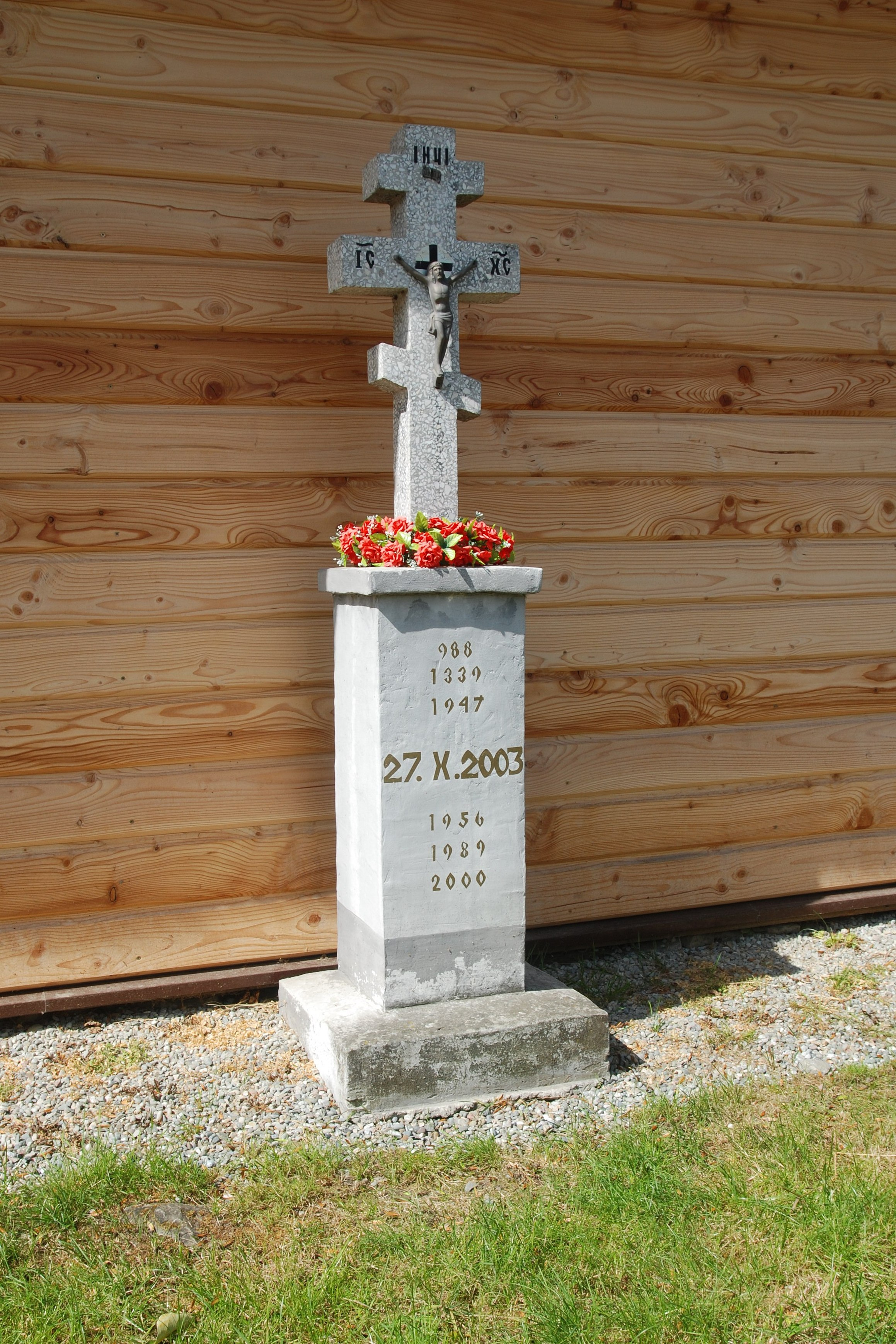
Krzyż przy cerkwi
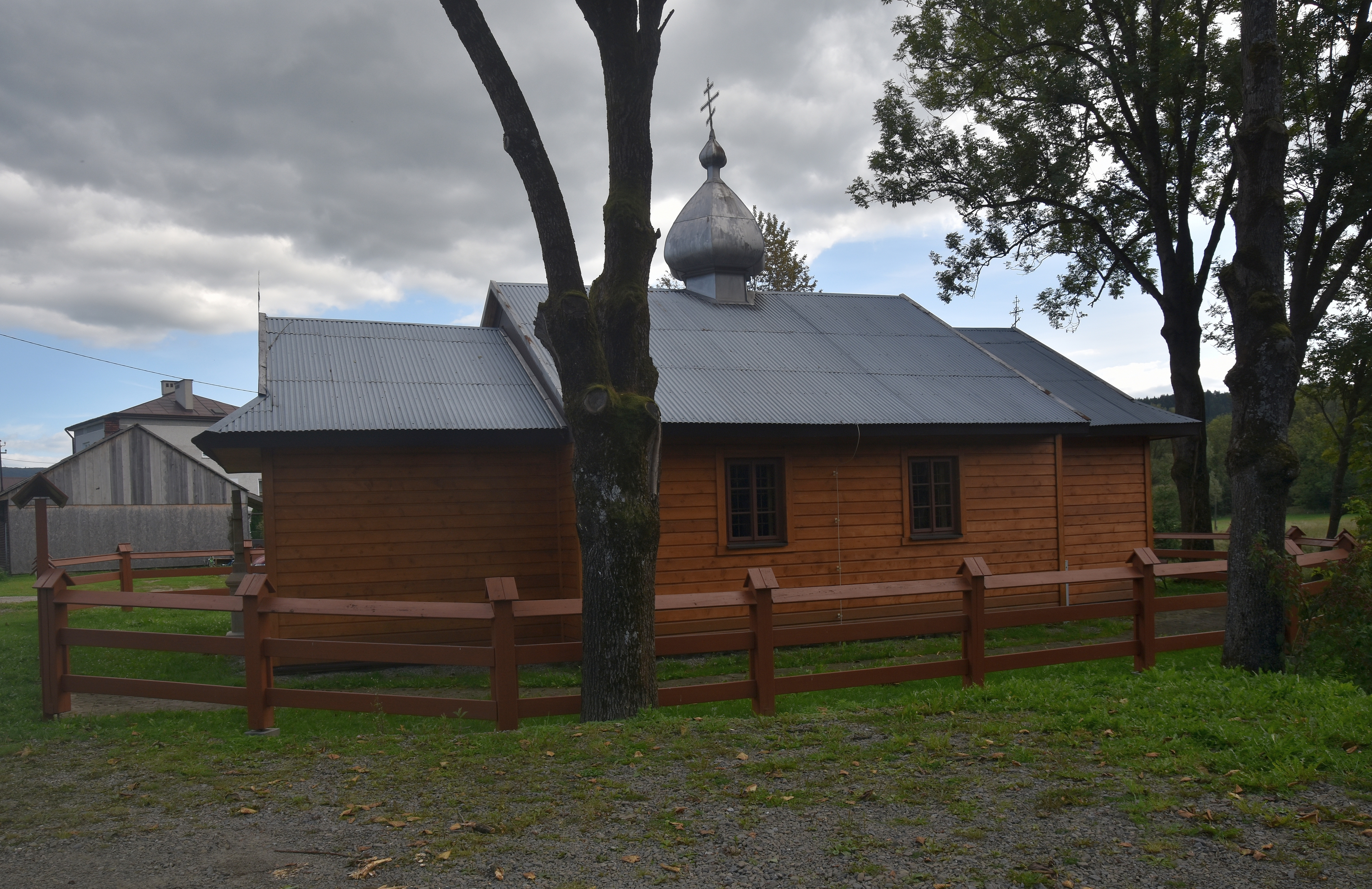
Widok od strony zachodniej

Prawosławna cerkiew w Kwiatoniu jest budowlą drewnianą, orientowaną, trójdzielną, o konstrukcji zrębowej. W przeciwieństwie do typowych cerkwi łemkowskich, obiekt nie posiada wieży. Dach świątyni kalenicowy, dwuspadowy, z jedną kopułą. Wewnątrz znajduje się kompletny ikonostas, na uwagę też zasługują liczne chorągwie procesyjne.
Od 1988 cerkiew jest stopniowo odnawiana i remontowana. W 1993 zrekonstruowano kopułę, w 1996 pokryto dach nową blachą, a w latach 1998–1999 ogrodzono posesję drewnianym płotem z daszkiem krytym gontem; zrekonstruowano też bramki wejściowe.
W 2. dekadzie XXI w. odremontowano wnętrze świątyni (prace ukończono w 2016). Planowana jest wymiana dachu oraz umieszczenie 3 kopuł.
Główna uroczystość obchodzona jest 27 października (14 października według starego stylu) – w dzień patronki cerkwi.